# Técnica Meisner
La técnica Meisner es un enfoque de la actuación que fue desarrollado por el practicante de teatro estadounidense Sanford Meisner .
El enfoque de Meisner es que el actor «se salga de la cabeza». De esta manera, el actor se comporte instintivamente con el entorno que lo rodea. Con este fin, algunos ejercicios de la técnica Meisner se basan en la repetición, de modo que las palabras se consideran insignificantes en comparación con la emoción subyacente. En la técnica de Meisner hay un mayor enfoque en el otro actor en contraposición a los pensamientos o sentimientos internos asociados al personaje. Se confunde a menudo con la actuación de «método», enseñada por Lee Strasberg, ya que ambas se desarrollaron a partir de las primeras enseñanzas de Konstantin Stanislavski.

## Componentes
El entrenamiento Meisner es una serie interdependiente de ejercicios de entrenamiento que se complementan entre sí. El trabajo más complejo admite el dominio del texto dramático. 
Los estudiantes trabajan en una serie de ejercicios progresivamente complejos para desarrollar la capacidad de improvisar, primero, luego acceder a una vida emocional y, finalmente, llevar la espontaneidad de la improvisación y la riqueza de la respuesta personal al trabajo textual.
La técnica se utiliza para desarrollar habilidades de improvisación, así como para «interpretar un guion y crear las características físicas específicas de cada personaje que interpretó el actor».

Un ejemplo de una técnica que inventó Meisner para entrenar las respuestas de los actores se llama «ejercicio de repetición»:
«En este ejercicio, dos actores se sientan uno frente al otro y se responden mediante una frase repetida. La frase trata sobre el comportamiento del otro y refleja lo que está pasando entre ellos en el momento, como «Pareces infeliz conmigo en este momento».
La forma en que se dice esta frase a medida que se repite cambia de significado, tono e intensidad para corresponder con el comportamiento que cada actor produce hacia el otro. A través de este dispositivo, el actor deja de pensar en qué decir y hacer, y responde más libre y espontáneamente, tanto física como vocalmente. 

El ejercicio también elimina las lecturas de líneas, ya que la forma en que el actor habla se coordina con su respuesta conductual». 

## Sobre Meisner
Meisner desarrolló esta técnica después de trabajar con Lee Strasberg y Stella Adler en el Group Theatre y mientras trabajaba como director del programa de actuación en la Neighborhood Playhouse School of the Theatre de la ciudad de Nueva York. Continuó su refinamiento durante cincuenta años.
" En 1935, Sanford Meisner, uno de los miembros fundadores de The Group Theatre (junto con Stella Adler, Bobby Lewis, Harold Clurman y Lee Strasberg), se unió a la facultad de The Neighborhood Playhouse. A lo largo de los años, desarrolló y perfeccionó lo que ahora se conoce como la Técnica Meisner, un procedimiento paso a paso de auto-investigación para el actor ahora reconocido mundialmente y entre las más importantes de las técnicas de actuación modernas. " 
" Meisner creía que el estudio del oficio del actor se basaba en la adquisición de una técnica de actuación orgánica sólida. Fue una piedra angular de su enseñanza que este proceso de aprendizaje no ocurra de una manera teórica y abstracta, sino en el toma y daca práctico del aula, donde, como dijo una vez, "los estudiantes lucharon por aprender lo que yo luchaba por enseñar". A través de esa lucha, el estudiante superdotado, con el tiempo, comienza a emerger de manera sólida en su trabajo. " 
En 1980, un grupo de exalumnos se reunió para preservar sus enseñanzas para las generaciones futuras. Sydney Pollack dirigió una clase magistral impartida por Sanford Meisner.

## Practicantes
The Neighborhood Playhouse había sido fundado originalmente como un teatro fuera de Broadway por las filántropas Alice e Irene Lewisohn en 1915, pero cerró en 1927. Al año siguiente, volvió a abrir sus puertas como The Neighborhood Playhouse School of the Theatre con la incorporación de Rita Wallach Morgenthau. En 1935, Sanford Meisner, uno de los miembros fundadores de The Group Theatre (junto con Stella Adler, Bobby Lewis, Harold Clurman y Lee Strasberg), se unió a la facultad de The Neighborhood Playhouse. A lo largo de los años, desarrolló y perfeccionó lo que ahora se conoce como la Técnica Meisner. El 18 de octubre de 2018, el Ayuntamiento de Nueva York reconoció oficialmente el 90.º aniversario de The Playhouse y las contribuciones de Meisner a la escuela con una proclamación oficial.
William Esper Studio fue fundado en 1965 como una escuela de artes escénicas en Manhattan, Nueva York. A su fundador, William "Bill" Esper (1932-2019), se le suele llamar el más conocido de los maestros de la primera generación de Meisner y su más «auténtico protegido».